# Esmond Edwards
Pour les articles homonymes, voir Edwards.
Esmond Edwards, né le 29 octobre 1927 à Nassau (Bahamas) et mort le 20 janvier 2007 à Santa Barbara (Californie), est un photographe, producteur de disques et ingénieur du son américain. 
Il a notamment travaillé pour le label de jazz Prestige Records dans les années 1950 et au début des années 1960. À l'origine, il est engagé par le fondateur Bob Weinstock en tant que photographe pour le label. C'était un Afro-Américain pionnier, car très peu de cadres de l'industrie du disque étaient issus de minorités. Il a pris en charge la supervision des sessions d'enregistrement au fur et à mesure que le succès du label Prestige grandissait.

## Discographie
En tant que musicien accompagnateur
- Brass Fever, Time Is Running Out (ABC Impulse!, 1976)
- Sonny Criss, The Joy of Sax (ABC Impulse!, 1976)
- Bo Diddley, Big Bad Bo (Chess, 1974)
- John Handy, Carnival (ABC Impulse!, 1977)
- Gene Harris, Nature's Way (JAM, 1984)
- Jimmy Ponder, Illusions (ABC Impulse!, 1976)
- Reuben Wilson, Got to Get Your Own (Cadet, 1975)[3]